# Марковац (Челинац)
Марковац је насељено мјесто у општини Челинац, Република Српска, БиХ. Према попису становништва из 1991. у насељу је живјело 167 становника.

## Становништво
| Демографија | Демографија | Демографија |
| Година      | Становника  | Становника  |
| ----------- | ----------- | ----------- |
| 1991.       | 167         |             |